# CS 미오베니
CS 미오베니(Clubul Sportiv Mioveni)는 아르제슈 주 미오베니(Mioveni)를 연고로 하는 루마니아의 축구 클럽이다. 현재 리가 II에 참가하고 있다.

## 성적
- 리가 II 준우승 2회 (2006-07, 2014-15)
- 리가 III 우승 1회 (2002-03)

## 선수 명단

### 현역
- 다니엘 토마(2020 ~ )
- 미하이 코스테아(2023 ~ )
- 스테판 블라나루(2021 ~ 2022, 2023 ~ )

## 역대 감독
| 감독              | 임기   |
| ----------------- | ------ |
| 아드리안 미할체아 | 2017   |
| 니콜라에 디커     | 2023 ~ |

틀:CS 미오베니 선수 명단